# 유홍 (도량절후)
유홍(劉弘, ? ~ ?)은 전한의 제후로, 장사정왕의 증손이다.

## 생애
아버지 유혜의 뒤를 이어 도량후(都梁侯)에 봉해졌다.
시호를 절이라 하였고, 아들 유순회가 작위를 이었다.

## 출전
- 반고, 《한서》 권15상 왕자후표 上

| 선대 아버지 도량경후 유혜 | 전한의 도량후 ? ~ ? | 후대 아들 도량원후 유순회 |